# Platycephalus laevigatus
Platycephalus laevigatus är en fiskart som beskrevs av Cuvier 1829. Platycephalus laevigatus ingår i släktet Platycephalus och familjen Platycephalidae. Inga underarter finns listade i Catalogue of Life.